# Bruno Emil König
Bruno Emil König (* 11. April 1833 in Hettstedt; † 17. Juni 1902 in Leipzig) war ein deutscher Sachbuchschriftsteller, der sich mit dem Thema Aberglauben auseinandersetzte. Ebenfalls beschäftigte er sich schon sehr früh mit der Geschichte der deutschen Reichspost.

### Werke von Bruno Emil König

#### Zum Thema Aberglauben
- Ausgeburten des Menschenwahns im Spiegel der Hexenprozesse und der Autodafes, Rudolstadt, 1893

#### Zum Thema Reichspost
- Geschichte der deutschen Post von ihren Anfängen bis zur Gegenwart, Eisenach, 1889 (unter dem Pseudonym B. E. Crole)
- Schwarze Kabinette, Braunschweig, 1875

#### Weitere Werke
- Vor 90 Jahren. Die Schreckenstage von Saalfeld a.S. und der Heldentod des Prinzen Ludwig Ferdinand von Preussen, Meiningen, 1896
- Die Drehna-Weißagker Fehde. Eine heitere Geschichte aus der guten alten Zeit, Dahme/Mark, 1930 (Flämingheft 20)

| Personendaten    | Personendaten                    |
| ---------------- | -------------------------------- |
| NAME             | König, Bruno Emil                |
| KURZBESCHREIBUNG | deutscher Sachbuchschriftsteller |
| GEBURTSDATUM     | 11. April 1833                   |
| GEBURTSORT       | Hettstedt                        |
| STERBEDATUM      | 17. Juni 1902                    |
| STERBEORT        | Leipzig                          |